# Grenze zwischen Guinea und Senegal
- Karte mit allen Koordinaten:
- OSM |
- WikiMap

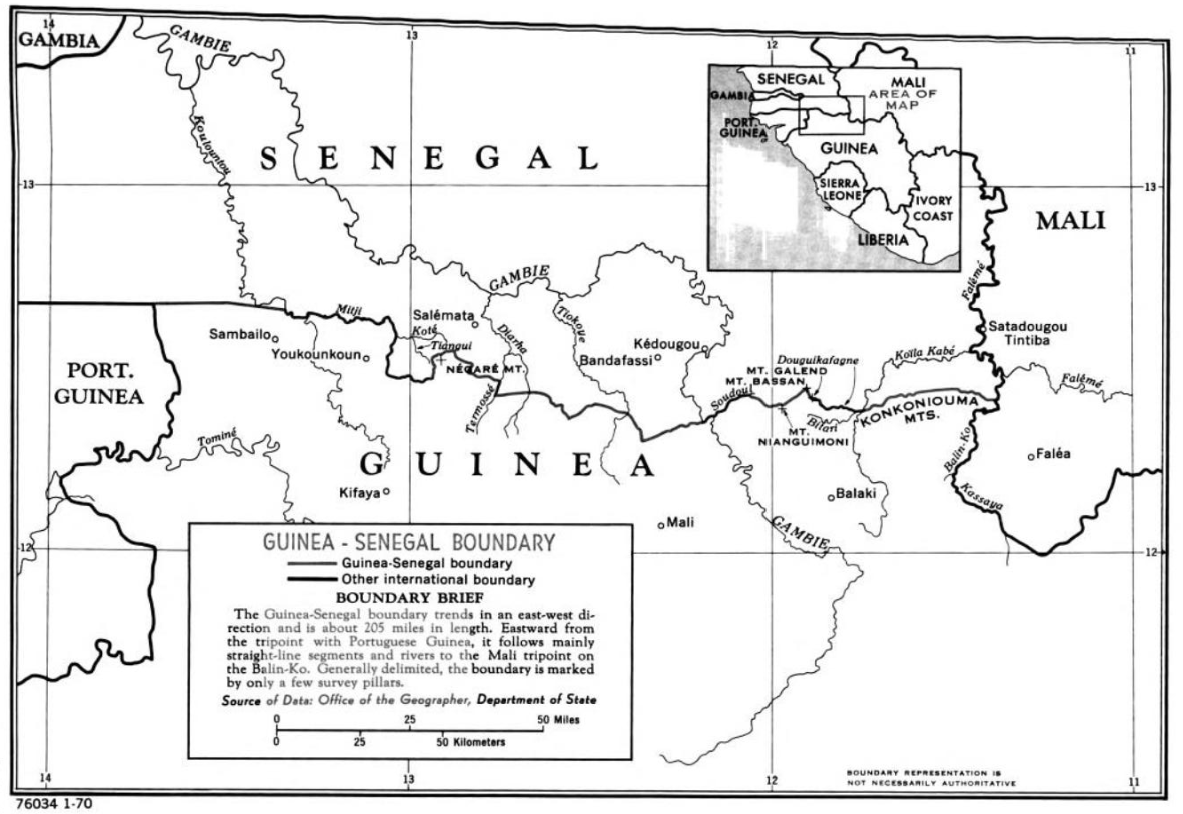
Karte des Grenzverlaufs (Guinea-Bissau noch als Port. Guinea)

Die Grenze zwischen Guinea und Senegal trennt als internationale Landgrenze diese beiden Staaten. Die Länge der Grenze wird mit 330 oder 363 km angegeben. Sie verläuft vom Dreiländereck mit Guinea-Bissau zum Dreiländereck mit Mali.

## Geschichte
Frankreich, das die senegalesischen Küstengebiete schon seit dem 17. Jahrhundert zu kolonialisieren begonnen hatte, dehnte sein Einflussgebiet im späten 19. Jahrhundert aus. Das Gebiet südlich des Flusses Casamance im südlichen Senegal wurde von Frankreich beansprucht und diesem (und nicht Portugal mit seiner Kolonie Portugiesisch-Guinea) zugesprochen. Frankreich besetzte die Küste des heutigen Guinea im späten 19. Jahrhundert als Kolonie Rivières du Sud, die 1893 den Namen Guinée française erhielt. Mit dem Wettlauf um Afrika dehnten sich die Interessen der europäischen Mächte um 1880 auch auf das Binnenland aus. In der Folge waren Französisch-Guinea und die Senegal-Kolonie Teil von Französisch-Westafrika (AOF). Die Festlegung der Grenze erfolgte durch eine Verwaltungsanordnung (arrêté) vom 15. November 1898 und detaillierter durch eine weitere Anordnung vom 27. Februar 1915 sowie abschließend durch ein Dekret vom 13. Dezember 1933.
1958 wurde Guinea, das sich unter Ahmed Sékou Touré weigerte, der Communauté française beizutreten, unabhängig, 1960 auch der Senegal, zunächst als Teil der kurzlebigen Mali-Föderation. Durch die Unabhängigkeit wurden die Verwaltungsgrenzen zu internationalen Grenzen.

## Grenzverlauf

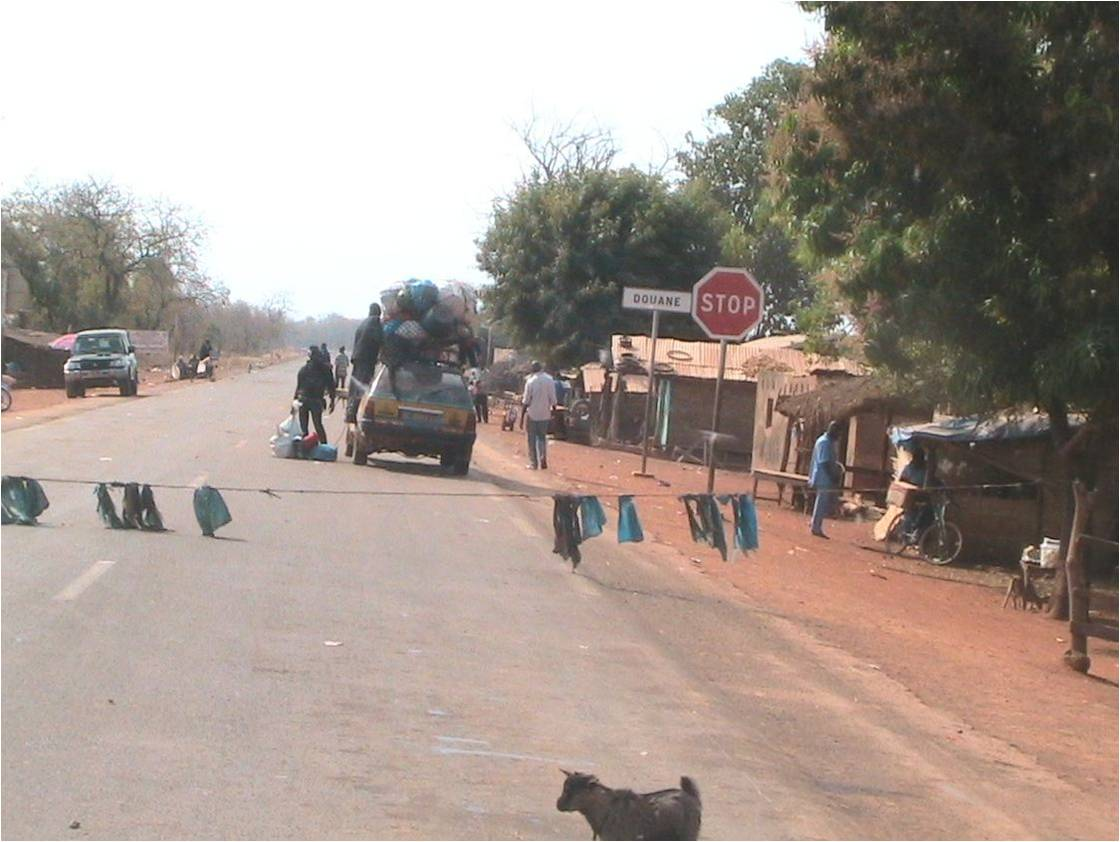
Grenzposten in Koundara (2014)

Die Grenze verläuft vom Dreiländereck mit Guinea-Bissau am Grenzstein 58 (12° 40′ 30″ N, 13° 42′ 30″ W) geradlinig in west-östlicher Richtung auf etwa 12°40‘ nördlicher Breite, knickt dann leicht nach Süden, folgt dem Fluss Mitji, buchtet um den 13. Westlichen Längengrad nach Süden aus und kreuzt weiter, sich nach Ostsüdosten fortsetzend, zunächst den Fluss Termossé und bei Dakateli den Diarha. Weiter in Südost-Richtung trifft sie auf die höchsten Erhebungen Senegals, die Gipfellagen der Nepen-Diakha-Berge, denen sie rechtwinkelig abknickend nach Nordosten folgt, aber bald wieder eine Viertelwendung nach Südosten beschreibt. Nach dem Taleinschnitt des Tiokoye folgt sie in einem seiner rechten Seitentäler dem Lauf des Ténégué Ko bis zu dessen Ursprung und von dort in gerader Linie nach Nordosten abknickend zum Ursprung des Neoudouol um dessen Lauf bis zur Mündung in den Fluss Gambia ostwärts zu folgen, auf diese Weise die Gipfellagen des Dindéfelo-Hochlands, einen Nordpfeiler des guineischen Berglands von Fouta Djallon, südlich umgehend. Dem Gambia folgt die Grenze vier Kilometer weit flussaufwärts und sodann dessen Zufluss Soudouol weiter nach Osten. Zum Schluss folgt sie der Gratlinie der Konkoniouma-Bergkette zum Dreiländereck mit Mali im Fluss Balin Ko, einem linken südlichen Zufluss des Falémé (12° 24′ 45,6″ N, 11° 22′ 36,5″ W).

## Orte in Grenznähe

### Guinea
- Youkounkoun

### Senegal
- Nepen Diakha
- Fongolembi
- Niagalankome